# 北海道浜益高等学校
北海道浜益高等学校（ほっかいどう はまますこうとうがっこう、Hokkaido Hamamasu High School）は、かつて北海道石狩市（旧浜益村）にあった道立高等学校。

## 沿革
- 1951年 - 北海道滝川東高等学校（現在の滝川高）浜益分校として開校。
- 1952年 - 北海道浜益村立北海道浜益高等学校と改称。
- 1955年 - 北海道浜益村立北海道浜益高等学校として独立。
- 1982年 - 道立に移管。
- 2009年 - 生徒募集停止
- 2011年
  - 3月31日 - 廃校。60年間の卒業生総数は2,097名[1]。
  - 8月1日 - 跡地に石狩市立浜益中学校が移転[2]。